# Кузьниця-Вонсовська
Кузьниця-Вонсовська (пол. Kuźnica Wąsowska) — село в Польщі, у гміні Конецполь Ченстоховського повіту Сілезького воєводства.
Населення — 62 особи (2011).
У 1975-1998 роках село належало до Ченстоховського воєводства.

## Демографія
Демографічна структура станом на 31 березня 2011 року:
|          | Загалом | Допрацездатний вік | Працездатний вік | Постпрацездатний вік |
| -------- | ------- | ------------------ | ---------------- | -------------------- |
| Чоловіки | 34      | 5                  | 22               | 7                    |
| Жінки    | 28      | 4                  | 12               | 12                   |
| Разом    | 62      | 9                  | 34               | 19                   |